# Matthew Macfadyen
David Matthew Macfadyen (Great Yarmouth, 17 oktober 1974) is een Engels acteur. Hij werd in 2008 genomineerd voor een BAFTA Award voor zijn rol in de televisiefilm Secret Life. Verder speelde hij onder andere Fitzwilliam Darcy in de boekverfilming Pride & Prejudice uit 2005, Tom Quinn in de televisieserie Spooks en Charles Cholmondeley in de spionagefilm Operation Mincemeat. 
Macfadyen trouwde in 2004 met actrice Keeley Hawes, die in dezelfde tijd als hij in Spooks speelde. Samen kregen ze in 2004 een dochter en in 2006 een zoon. Daarnaast is Macfadyen stiefvader van Hawes' zoontje uit haar vorige huwelijk.

## Filmografie

### Film
- Deadpool & Wolverine (2024)
- Operation Mincemeat (2021)
- Anna Karenina (2012)
- The Three Musketeers (2011)
- Robin Hood (2010)
- Frost/Nixon (2008)
- Incendiary (2008)
- Secret Life (2007, televisiefilm)
- Grindhouse (2007)
- Death at a Funeral (2007)
- Middletown (2006)
- Pride & Prejudice (2005)
- In My Father's Den (2004)
- The Reckoning (2003)
- The Project (2002, televisiefilm)
- Perfect Strangers (2001, televisiefilm)
- Enigma (2001)
- Maybe Baby (2000)
- Warriors (1999, televisiefilm)
- Wuthering Heights (1998, televisiefilm)
- Holland (2025)

### Televisieseries
- Quiz  - Charles Ingram (2020) 3 afl.
- Succession  - Tom Wambsgans (2018-2023)
- The Last Kingdom - Lord Uhtred[1] (2015)
- Ripper Street - Edmund Reid (2012-2016)
- The Pillars of the Earth (2010)
- Criminal Justice  - Joe Miller (2009) Seizoen 2. 3 afl.
- Little Dorrit (2008)
- Spooks - Tom Quinn (2002-2004) Seizoen 1 t/m 3, seizoen 10 aflevering 6